# H.C. Andersens Boulevard
 "Vestre Boulevard" omdirigeres hertil. For denne vej i Skive, se Vestre Boulevard (Skive).
H.C. Andersens Boulevard er en ca. 1,3 km lang sekssporet hovedfærdselsåre der løber igennem Københavns centrum. Vejen har udløb i Langebro mod øst og Gyldenløvesgade/Åboulevarden mod vest, og forbinder på den måde Amager med Frederiksberg og Nørrebro. Undervejs passerer den blandt andet Københavns Rådhus og Tivoli.
Vejen hed oprindeligt Vestre Boulevard, men blev i 1955, i anledningen af 150-året for H.C. Andersens fødsel, omdøbt til sit nuværende navn. Indtil da havde den nuværende Kjeld Langes Gade navnet H.C. Andersens Gade.
Vejen er, med en døgntrafik på 57.700 (opgjort i 2000), Danmarks mest trafikbelastede almindelige vej. Dette er kun overgået af de store motorveje omkring København.
Ud over de seks hovedfærdselsspor er der fra Rysensteensgade til Ny Kongensgade og fra Stormgade til Bag Rådhuset lokalkørebaner med parkering i retning mod Rådhuspladsen. Mod Langebro er der lokalkørebaner med parkering fra Industriens Hus til Tietgensgade og fra Rysensteensgade til broen. Der er busbane fra Stormgade til slutningen af Rådhuspladsen.
Gaden bliver nævnt i Nik & Jays sang Hot fra 2002: "Brænder benzin af på H.C. Andersens Boulevard".
Frasen bliver citeret i Ukendt Kunstners sang Neonlys.
1. etape af Tour de France 2022 havde målstreg på H.C. Andersens Boulevard.

## Tiltag imod støj og forurening
Vejen udsender meget støj og forurening i indre by og afskærer forbindelsen mellem Tivoli/Hovedbanegården og Strøget/Middelalderbyen. Der har i de sidste par år været flere forslag fremme om at grave vejen ned. Kommunen har dog i april 2008 vedtaget at der ikke igangsættes en undersøgelse af dette. Til gengæld er det besluttet at der skal lægges støjdæmpende asfalt på vejen.

## Ambassader på vejen
- Nr. 37: Nordmakedoniens ambassade.[3]
- Nr. 38: Cyperns ambassade.[3]
- Nr. 48: Bosnien-Hercegovinas ambassade og Palæstinas ambassade.[3]